# کونیو کیتامورا
کونیو کیتامورا (انگلیسی: Kunio Kitamura؛ زادهٔ ۴ اوت ۱۹۶۸) بازیکن فوتبال اهل ژاپن است.
از باشگاه‌هایی که در آن بازی کرده‌است می‌توان به باشگاه فوتبال گامبا اوساکا اشاره کرد.
وی همچنین در تیم ملی فوتبال تیم ملی فوتسال ژاپن بازی کرده‌است.